# Afronoserius angolensis
Afronoserius angolensis là một loài bọ cánh cứng trong họ Cerambycidae.